# 珊瑚七夕魚
珊瑚鮗，又稱珊瑚七夕魚，俗名海水鬥魚，為輻鰭魚綱鱸形目的其中一個種。

## 分布
本魚分布於印度太平洋區，包括紅海、馬達加斯加、東加、萊恩群島、台灣、日本南部、澳洲等海域。

## 深度
水深3至45公尺。

## 特徵
本魚體延長而側扁，頭部圓。眼中大。吻短。口中型，可伸縮；上下頜等長，具有絨毛狀或犬齒，另具鋤骨齒及口蓋骨齒；上頜骨末端延伸至眼後方。體側之側線兩條：在上方者接近背鰭基部；另一條則近尾部中央，有孔鱗數分別為17至18枚/13至14枚。體呈黑褐色，背鰭各棘之末端為白色。鰭鰓蓋下方有一藍色眼狀斑，背鰭單一，硬棘部較長，具硬棘12枚，軟條7枚；臀鰭硬棘3枚，軟條8枚；背鰭軟條和臀鰭軟條呈尖形；腹鰭硬棘1枚，軟條4枚，特別發達，末端延伸至臀鰭前部；胸鰭下方鰭條2次分枝。體長可達17公分。

## 生態
本魚大多棲息在沿岸礁石縫中，以小魚、蝦、蟹為主食。單獨行動，不甚游動，都停歇在礁石洞中。

## 經濟利用
多被當作觀賞魚，無食用價值。